# Вавилов, Иван Ильич
Ива́н Ильи́ч Вави́лов (5 (17) января 1863, деревня Ивашково, Марковская волость, Волоколамский уезд, Московская губерния — 1928, Ленинград) — российский предприниматель, гласный Московской городской думы (1909—1916); отец учёных Николая и Сергея Вавиловых.

## Биография
Иван происходил из крестьянской семьи. После смерти отца он приехал в Москву вместе с купцом 2-й гильдии Василием Ивановичем Сапрыкиным, который торговал мануфактурным товаром. В Москве Иван, помимо работы, пел в церковном хоре, занимался самообразованием (он не имел даже начального образования). Вероятно, большое влияние на него оказали труды Ивана Саввича Вавилова.
Вскоре он был замечен Н. В. Васильевым, который руководил торговой частью Прохоровской мануфактуры и замещал И. Я. Прохорова, когда тот был в отъезде. Васильев привлёк юношу к организации сбыта мануфактурных товаров. В 1884 году Иван Вавилов женился на племяннице Васильева Александре Постниковой; 6 марта 1886 года он был принят в мещанство.
В конце XIX века возникла необходимость реорганизации торговли изделиями Прохоровской мануфактуры: необходимо было увеличить товарооборот, в то же время не отдавая существенную часть прибыли торговцам, не связанным с производством. Вавилов предложил расширить количество иногородних отделений (были открыты новые отделения: в 1889 году — в Баку, в 1892 году — в Варшаве, в 1898 году — в Коканде) и создать торговую фирму по реализации продукции, юридически независимую от Прохоровской мануфактуры.
Такая фирма была создана в 1890 году — товарищество «Торговый Дом „Братья Н. и А. Удаловы и И. Вавилов“»; Вавилов был принят в купечество в качестве купца 2-й гильдии. В 1910 году товарищество было реорганизовано в «Удалов и Ипатьев», где Иван Вавилов был председателем правления; после того, как Н. А. Ипатьев оставил старшую дочь Вавилова, название было изменено на «Н. Удалов и И. Вавилов». В издании «Статистика акционерного дела России» оборотный капитал товарищества на 1913 год оценивался в 7 млн рублей.
Иван Вавилов надеялся, что его дело продолжат его сыновья. Но сначала в 1906 году Николай, закончивший коммерческое училище, заявил, что станет биологом; затем в 1913 году Сергей (в 1912—1913 годах бывший кандидатом в директора товарищества) опубликовал свою первую научную работу по физике. Иван Вавилов не препятствовал намерениям сыновей; Михаил Михайлович Новиков вспоминал:

Я помню, как отец Иван Ильич Вавилов, бывший вместе со мной гласным Московской городской думы, жаловался, хотя и с оттенком некоторой гордости, что сын его не желает заниматься торговым делом, а стремится получить высшее образование и сделаться учёным. Я утешал своего собеседника, говоря, что и научная карьера сына может прославить его имя в неменьшей степени, чем промышленная. И отец не жалел денег на воспитание сына.

### Деятельность в Московской городской думе
Дважды — в 1908 и 1912 годах — Иван Вавилов избирался гласным Московской городской думы от торгового сословия. Там он выступал против введения новых налогов, против отмены учащимся «льготных билетов на проезд по городским железным дорогам», добивался решения вопросов «об окраинном благоустройстве» Москвы (так, благодаря его усилиям трамвайная линия была построена в первоочередном порядке не в дачные Сокольники, а в рабочее Дорогомилово).
По инициативе Вавилова в Думе был поднят вопрос о доходности городских имуществ. Это нашло столь сильную поддержку, что инициатива была включена в «приговор Думы» за 1910 год, и была создана комиссия во главе с Вавиловым (он возглавил эту комиссию и в следующем составе Думы). Среди осуществлённых предложений комиссии — упразднение Тверского и Городского полицейских домов с отведением занимаемых ими участков земли под строительство доходных домов.
На выборах 1917 года, проходивших по партийным спискам, Вавилов не баллотировался, так как не состоял ни в одной партии.

### Эмиграция и возвращение
После Октябрьской революции и национализации фирмы Иван Вавилов эмигрировал, жил в Болгарии. Только благодаря длительным усилиям Николаю Вавилову удалось добиться для отца разрешения возвратиться в СССР. Иван Вавилов вернулся в 1928 году больным и через несколько дней умер; он был похоронен на Никольском кладбище Александро-Невской лавры.

## Семья
Жена — Александра Михайловна, урождённая Постникова (1865—1938) — дочь Михаила Аносовича, художника-гравёра и резчика по дереву Прохоровской мануфактуры, и Домны Васильевны, сестры купца Н. В. Васильева.
Дети:
- Первенцы — Вася и Катя — умерли вскоре после рождения.
- Александра Ипатьева (1884 или 1886[2] — 1940) — врач.
- Николай Вавилов (1887—1943) — ботаник, генетик, академик АН СССР (1929), организатор и первый президент ВАСХНИЛ (1929—1935).
- Сергей Вавилов (1891—1951) — физик, академик (1932) и президент АН СССР (с 1945).
- Лидия Вавилова (1893—1914) — микробиолог, умерла от чёрной оспы, которой заразилась во время экспедиции.
- Илья (1898—1905), умер от аппендицита.

В воспоминаниях Сергей Вавилов характеризовал отца так:

Был он человек умный, вполне самоучка, но много читал и писал и, несомненно, был интеллигентным человеком. По-видимому, он был отличный организатор, «дела» его шли всегда в порядке, он был очень смел, не боялся новых начинаний. Общественник, либерал, настоящий патриот, религиозный человек. Его уважали и любили. … человек он, несомненно, был незаурядный по сравнению с окружавшими его.